# Saikū
Saikū (斎宮), aussi connu sous le nom Itsukinomiya (いつきのみや), était un village situé approximativement à 10 kilomètres au nord-ouest du sanctuaire d'Ise, le plus important sanctuaire shinto du Japon.

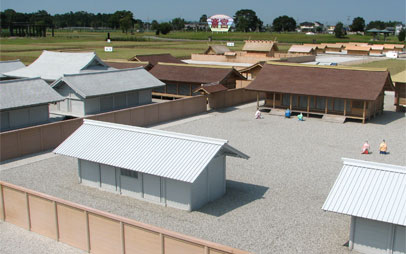
Une maquette (échelle 1/10) de Saikū.

Parfois désigné sous le nom de « Palais de bambou », Saikū a servi aussi de palais et de bureaux publics aux saiō, princesses impériales célibataires qui servent au sanctuaire d'Ise au nom de l'empereur de la période Asuka jusqu'à l'époque Nanboku-chō de l'histoire du Japon. Avec la fin du système saiō, Saikū revient à la culture du riz.
Au XXIe siècle, le village fait partie du bourg de Meiwa, dans la préfecture de Mie.